# Prega Dio... e scavati la fossa!
Prega Dio... e scavati la fossa! è un film del 1968, diretto da Edoardo Mulargia (sebbene alcune fonti riportino che fu in realtà Demofilo Fidani a girarlo).

## Trama
Fernando ritorna in Messico, ma il suo villaggio è invaso da una banda di criminali capeggiata da Cipriano.